# Pro et contra
Pro et contra est un concerto pour violoncelle et orchestre du compositeur estonien Arvo Pärt qui fut écrit en 1966.

## Historique
Pro et contra est dédié au violoncelliste russe Mstislav Rostropovitch.

## Structure
Pro et contra est composé de trois mouvements : 
1. Maestoso - 5 min 30 s
2. Largo - 30 s
3. Allegro - 3 min 30 s

Son exécution dure environ 9 minutes 30 secondes.

## Discographie
- Sur le disque Early Works, par l'Orchestre symphonique de Bamberg et  Frans Helmerson dirigés par Neeme Järvi, chez BIS Records (1989)
- Sur le disque Pro et Contra, par l'Orchestre symphonique national estonien  et Truls Mørk dirigés par Paavo Järvi, chez Virgin Classics (2004)